# Mikroregion Nhandeara

Mikroregion Nhandeara

Mikroregion Nhandeara – mikroregion w brazylijskim stanie São Paulo należący do mezoregionu São José do Rio Preto.

## Gminy
- Macaubal
- Monções
- Monte Aprazível
- Neves Paulista
- Nhandeara
- Nipoã
- Poloni
- Sebastianópolis do Sul
- União Paulista